# Finn Benestad
Finn Benestad (30. října 1929 Kristiansand, Norsko – 30. dubna 2012 Kristiansand) byl norský muzikolog a hudební kritik. V roce 1951 se jeho manželkou stala Inge Bergliot Rosendal. V letech 1950–1959 pracoval jako učitel v Oslu. V letech 1965–1998 byl profesorem na Univerzitě v Oslu. Jeho synem je kněz Øivind Benestad.